# Myristica conspersa
Espèce
Statut de conservation UICN

 VU  : Vulnérable
Myristica conspersa est une espèce de plantes de la famille des Myristicaceae.

## Publication originale
- Blumea 40(2): 272. 1995.